# Noctepuna
Noctepuna är ett släkte av snäckor. Noctepuna ingår i familjen Camaenidae.
Kladogram enligt Catalogue of Life:
| Noctepuna | \| \| Noctepuna cerea \| \| \| \| \| \| Noctepuna mayana \| \| \| \| \| \| Noctepuna poiretiana \| \| \| \| |
|           | \| \| Noctepuna cerea \| \| \| \| \| \| Noctepuna mayana \| \| \| \| \| \| Noctepuna poiretiana \| \| \| \| |
|           | Noctepuna cerea                                                                                             |
|           | |
|           | Noctepuna mayana                                                                                            |
|           | |
|           | Noctepuna poiretiana                                                                                        |
|           | |

## Bildgalleri

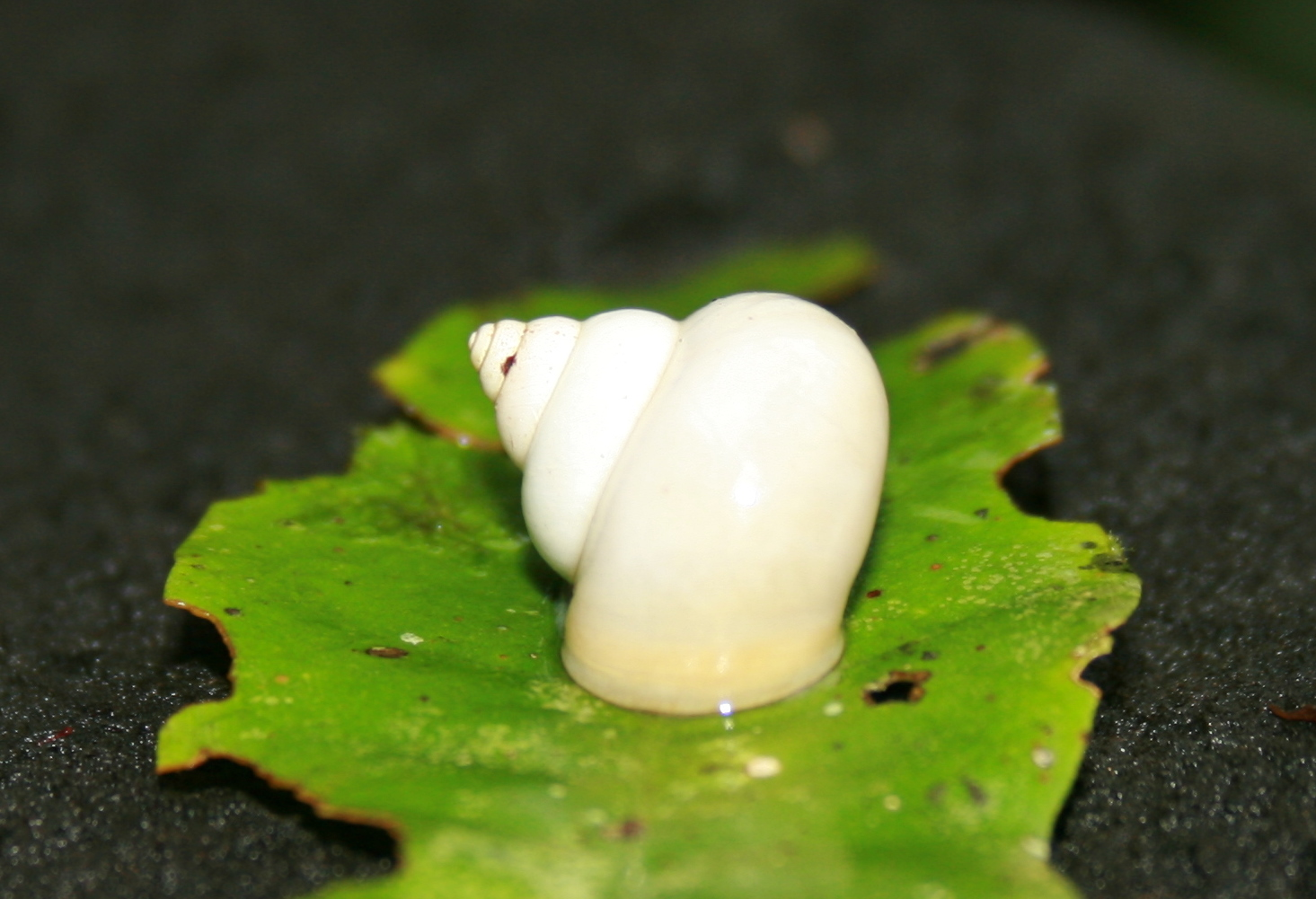
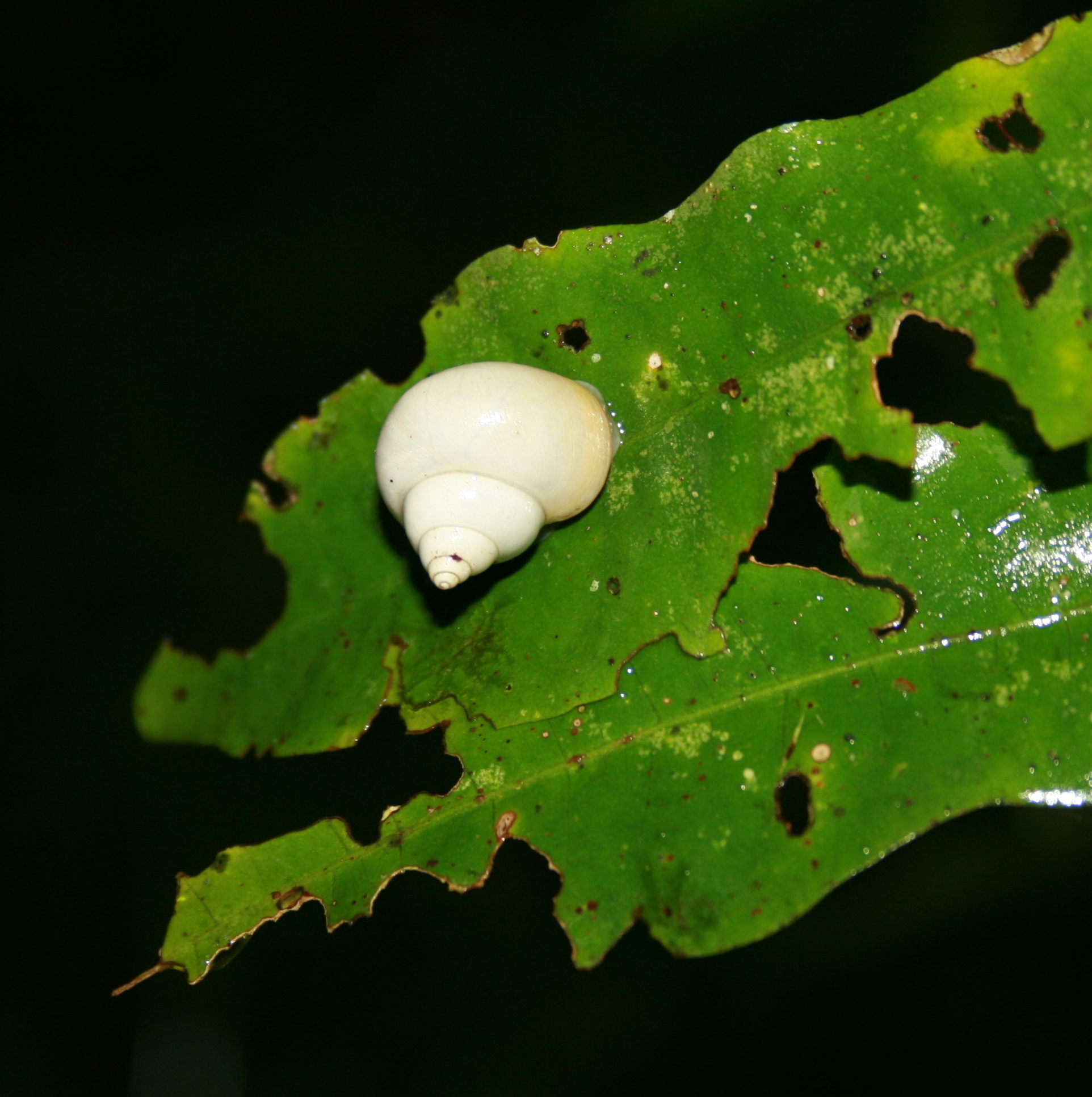